# プレプリント
プレプリントは査読を通過する前の論文のことであり、査読前論文（さどくまえろんぶん）とも呼ばれる。プレプリントをインターネット上で記録・公開するリポジトリをプレプリントリポジトリといい、これをホストするサーバーはプレプリントサーバーという。研究機関によるプレプリントリポジトリは、機関リポジトリと呼ばれることもある。なお、本記事では「プレプリントリポジトリ」と「プレプリントサーバー」を厳密に区別しない。

## 概要

### 役割
査読付き学術雑誌に掲載される論文は、編集者や査読者が論文を評価・批評するのに必要な時間と、著者がそれに対応するのに必要な時間があるため、最初の投稿から数週間、数ヶ月、あるいは数年かかることが多い。また、近年は論文の投稿本数自体が急増しているため、査読を引き受ける専門家が足りないことも問題となっている。そこで、現在の成果を迅速に学術コミュニティ内で流通できるよう、研究者はプレプリントと呼ばれる原稿を公開するようになった。プレプリントが公開されることで、著者は任意の査読者からのフィードバックを素早く受け取ることができ、論文の改訂や正式な投稿に向けた準備の迅速化が期待できる。また、共同研究者やスポンサーなども見つけやすくなっている。

### 歴史
プレプリントの共有は、アメリカ国立衛生研究所が生物学におけるプレプリントを配布していて、少なくとも1960年代から始まっている。1991年以降、プレプリントは紙ではなく、インターネット上で電子的に配布されるようになった。これにより、arXivのような大規模なプレプリントデータベースや機関リポジトリが誕生した。1997年にこれらの情報交換グループは一時停止したが、その理由の1つとして、一部の査読付き学術雑誌がプレプリントとして共有された論文を受け入れなくなったことが挙げられている。
2010年代では、学術雑誌によってプレプリントサーバーへの投稿を許可しているところもあれば、許可していないところもあり、その許否はケースバイケースで評価されている。
2016年には、CrossRef、Centre for Open Science、ASAPbioによっていくつかの新しいプレプリントサーバーが提案された。
2017年1月、Medical Research Councilは4月からプレプリントを積極的にサポートすることを発表した。また、2017年1月には、Wellcome Trustも助成金を申請する際にプレプリントを受け入れるようになると発表した。2017年2月、アメリカ国立衛生研究所、Medical Research Council、Wellcome Trustを含む、科学者と資金提供団体からなる連合は、生命科学分野のプレプリントに向けたポータルサイトの提案を開始した。2017年2月、SciELOはプレプリントサーバー「SciELO Preprints」を設置する計画を発表した。2017年3月、アメリカ国立衛生研究所はプレプリントの投稿を奨励する新しいポリシーを発表した。2017年4月、Center for Open Scienceは、新たに6つのプレプリントアーカイブを立ち上げることを発表した。
ネイチャー誌は1996年にはプレプリントへの反対する立場をとっていたが、1997年に中立に転じ、2019年にはプレプリントの共有を推奨するようになった。
2020年には、プレプリントを公開する仕組みが生命科学分野でも活発になり、ネイチャー誌やサイエンス誌への影響が増大していると報道された。

## 分野ごとのプレプリントサーバー

### 全般
Authoreaは、研究者が論文の執筆、引用、共同執筆、ホスト、投稿に利用できる共同執筆プラットフォームとして、2012年に立ち上げられた。このサイトは、原稿をHTMLで表示する当時としては唯一のプレプリントサーバーであり、インタラクティブな図やホストされたデータが表示される。
PeerJ PrePrintsは、PeerJが運営する無料のプレプリントサーバーである。投稿された論文は基本的な審査を経て投稿されるが、査読は行われない。コメントは登録ユーザーであれば誰でも可能で、ダウンロードデータとページビューデータの取得も可能である。すべての論文はCC-BYライセンスで公開されており、2016年9月現在、2,439本の論文が公開されている。2019年9月3日、PeerJ PrePrintsは2019年9月30日をもって新規プレプリントの受付を停止することを発表した。
Zenodoは研究データのリポジトリであり、文書プレビューや投稿文書のDOIを提供していることから、プレプリントのリポジトリとしても利用されてきた。
MDPIは2016年に追加のプレプリントサーバーを立ち上げた。
Research Squareは、2018年にサービスを開始した無料のプレプリントサーバーである。論文はHTMLでレンダリングされ、登録せずにコメントをすることが可能。Research Squareには、参加ジャーナルで検討中の原稿をプレプリントとして投稿するオプトインサービス「In Review」もある。In Reviewには査読のタイムラインがあり、編集者がいつ指定されたか、いつ査読を受けたかなどの情報が公開されている。Research Squareは、ネイチャーリサーチがスポンサーとなっているプロトコルのオープンリポジトリであるProtocol Exchangeもホストしている。
Cambridge Open Engageは、ケンブリッジ大学出版局が提供するアーリーコンテンツプラットフォームで、研究者がコミュニティと連携し、初期の研究を素早く共有するためのスペースとリソースを提供できるように設計されている。査読は存在しないが、掲載前に編集作業が行われる。コンテンツのアップロードや閲覧は無料。Cambridge Open Engageのコンテンツは、主に分野を超えた研究コミュニティを対象としていて、学会や他大学の学部、研究センターなどの組織とも提携している。2019年8月には、アメリカ政治学会と共同開発したAPSA Preprintsが発表された。

### 図書館情報学
Eprints in Library and Information Science (e-LIS)は2003年に開設された、ボランティアによって運営されている国際的なオープンアクセスリポジトリである。
LIS Scholarship Archive (LISSA)は、オーラル・ヒストリー、コミュニティワーク、コード、データ、原稿など、伝統的な学問の領域外で行われる作業を含む、図書館情報学および関連分野の人々によって作成されたすべての資料のためのオープンアクセスリポジトリとして2017年に開始された。LISSAはコミュニティのメンバーとCenter for Open Scienceによって運営されており、Open Science Frameworkを利用して資料を保管してる。

### 物理学
arXiv（アーカイブ）は、最もよく知られたプレプリントサーバーの一つである。1991年に、ポール・ギンスパーグによってロスアラモス国立研究所で理論的な高エネルギー物理学のプレプリントを配布する目的で作成された。現在、高エネルギー物理学の分野においてarXivへプレプリントを投稿することは非常に一般的で、多くの査読付き学術雑誌ではarXivの電子出版番号を使って直接投稿できるようになっている。
物理学のいくつかの分野では、arXivが査読プロセスや査読付き学術雑誌に対する多くの批評の焦点となっている。1992年4月のPhysics Todayのコラムで、David MerminはGinspargの創造を「弦理論の科学への最大の貢献」と表現した。2016年現在、月に約8,000件のプレプリントがarXivにアップロードされている。
工学系プレプリントサーバーであるegrangXivは、Center for Open Scienceによって2016年に立ち上げられた。Wisconsin–Stout大学によって管理されていたプレビュー版では、電子メールによる一時的なデポジットシステムを使用していた。
viXraサーバーは、2009年、投稿フィルタリングによってarXivや他のリポジトリから論文が除外された研究者のために設立された。

### 計算機科学
原稿をプレプリントとして配布できるようになったことは、計算機科学における研究の普及方法に大きな影響を与えてきた（CiteSeerを参照）。オープンアクセスの動きは主に、分散された研究内容の収集、グローバルな情報収集、OAIsterのような検索エンジンやゲートウェイを介した情報の集約などを推し進めた。こうして電子出版は、雑誌論文、学会発表、研究論文、学位論文など、あらゆる学術的または科学的な出版物に輪を広げるようになった。

### 生物学
生物学分野では、プレプリントの利用が物理学分野に比べて遅れている。arXivの成功を踏まえ、2013年にはコールド・スプリング・ハーバー研究所が運営するbioRxivが導入された。
2017年にはTherapoid PreprintとASAPbio（Accelerating Science and Publication in biology）が立ち上げられた。なお、2007年から2012年の間、Nature Publishing Groupは独自のプレプリントサーバーNature Precedingsを運営しており、原稿、ポスター、未発表の観察結果などが保管されていた。

### 化学
2016年にアメリカ化学会が主催するChemRxivが発表され、 2017年には、ChemRxivがfigshareによって運営されることになった。論文は、攻撃的および/または非科学的な内容について基本的なスクリーニングを受けるが、査読プロセスは受けない。2019年初頭、Beilstein-Institutは、Beilstein Journalsへの投稿を予定している著者に、ワンクリックでプレプリント版の原稿をBeilstein Archivesに公開するオプションを提供する意向を発表した。ここに掲載されるプレプリントは、Beilstein Journalsがカバーする分野、すなわち有機化学とナノテクノロジーに限定される。
2019年8月、アメリカ化学会は、英国化学会およびドイツ化学会（German Chemical Society、GDCh)と共同運営している化学分野のプレプリントサーバーChemRxivに関するパートナーシップを、中国化学会（CCS）と日本化学会と結んだと発表した。これにより、米英独中日のグローバルな5つの化学会によって支援・開発・運営されるChemRxivは、安定的な運営が可能になるとしている。

### 社会科学および人文科学
最初のプレプリントサーバーの一つは、ピッツバーグ大学の大学図書館システムがホストを務める、2001年に科学哲学のすべての分野のために立ち上げられたPhilSci-Archiveである。
社会科学のオープンアーカイブであるSocArXivは、社会学者、学術図書館コミュニティのメンバー、およびCenter for Open Scienceのグループによって、2016年7月にOpen Science Frameworkを用いて結成された。システムはメリーランド大学カレッジパーク校に収容され、フィリップ・コーエンがこれを管理している。その後、SocArXivは2016年12月に正式に発足した。
PsyArXivは、心理科学改善のための協会とCenter for Open Scienceが2016年に開始した心理科学のための同様のプレプリントサービスである。
Social Science Research Network(SSRN)は、ワーキングペーパーと受理された論文の両方のリポジトリで、各論文はサイト内でダウンロードデータと引用データとして保存されている。2016年5月、SSRNはエルゼビア社に買収された。

### 農学
2016年末にOpen Science Frameworkの支援を受けて開発が始まったAgriXivは、2017年2月上旬にGitHub上で試験運用され、その後、インドのオープンアクセスを掲げるコミュニティであるOpen Access Indiaによって2017年2月14日に正式に立ち上げられた。

### 古生物学
2017年5月、PaleorXivは古生物学のプレプリントサーバーとしてスタートし、2017年8月に最初の投稿を公開した。

### スポーツ科学
SportRxivは、Open Science Frameworkの支援を受けて2017年8月に開始されたスポーツ・運動・リハビリテーション科学のプレプリントアーカイブサービスである。

### 法学
LawArXivは2017年5月に発表された。

### 学位論文
Thesis Commonsは、Open Science Frameworkの支援を受けて2017年8月に開始された、学位論文を無料で公開するプレプリントサービスである。

### 医学
JMIR Preprintsは、JMIR出版が行ってきたオープンピアレビューの実験を発展させたプレプリントサーバーであり、査読中の原稿を中心に公開している。
MedArXivは、Open Science Frameworkの支援を受けて開発が進められている医学・健康科学のためのプレプリントサービスである。2017年9月に米国医師会の「第8回査読と科学的出版に関する国際会議」でHarlan Krumholzによって発表された。

### 地球科学
Earth and Space Science Open Archive (ESSOAr)は、Wileyのサポートを受けてアメリカ地球物理学連合が運営するプレプリントサーバーである。
EarthArXivは、Center for Open Scienceの支援を受けて、科学者のグループによって2017年10月に立ち上げられた。

### 海洋気候科学
MarXivは、海洋保全と海洋気候科学のための自由研究リポジトリである。初期資金はDavid and Lucille Packard Foundationから提供された。Center for Open Science Preprintsのフレームワークを介して、2017年11月に立ち上げられる予定である。

### 電気化学
ECSasXivは、電気化学、固体科学、固体技術学のための研究リポジトリである。このリポジトリはThe Electrochemistry Societyによって運営され、Open Science Frameworkによって構築・ホストされる。

### 哲学
PhilPapersと連携したアーカイブであるPhilArchiveは哲学全般のアーカイブであり、PhilSci-Archiveは特に科学哲学の研究リポジトリである。

### 教育
2019年8月19日、教育研究のためのプレプリントサーバー「EdArXiv」が発表された。Open Science Frameworkによってホストされることになっている。

## 地域別のプレプリントサーバー

### アフリカ
2018年6月には、汎アフリカのプレプリントリポジトリであるAfricArxivが開設された。

### アラビア語圏
ArabiXiv（アラビア科学アーカイブ الأرشيف العربي العلمي）は、アラビア語を中心とした多くの科学分野の論文（プレプリントおよびポストプリント）をホストするプレプリントサーバーであるが、他の言語も考慮されている。2018年1月にCenter for Open Scienceと提携して構築された。

### インド
インドの学者や奨学金のための公開プレプリントサーバーIndiaRxivは、インドのコミュニティがCentre for Open Scienceと提携して2019年8月14日に立ち上げた。

### インドネシア
INArxivは、Center for Open Scienceのプラットフォームを利用して資料をホストする学際的研究のためのプレプリントサーバーである。

### フランス語圏
FrenXivは、多くの科学分野の原稿をフランス語でホスティングするプレプリントサーバーであり、Center for Open Scienceとの提携により構築されている。

### ラテンアメリカ、イベリア半島、南アフリカ
2017年12月に発表されたSciELO Preprintsは、Center for Open ScienceのOpen Science Frameworkプラットフォーム上に構築され、2018年7月に稼働予定である。

### 日本
2022年3月11日に発表されたJxivは、科学技術振興機構（JST）が2022年3月24日から運用開始している。